# سونکاهتانکا

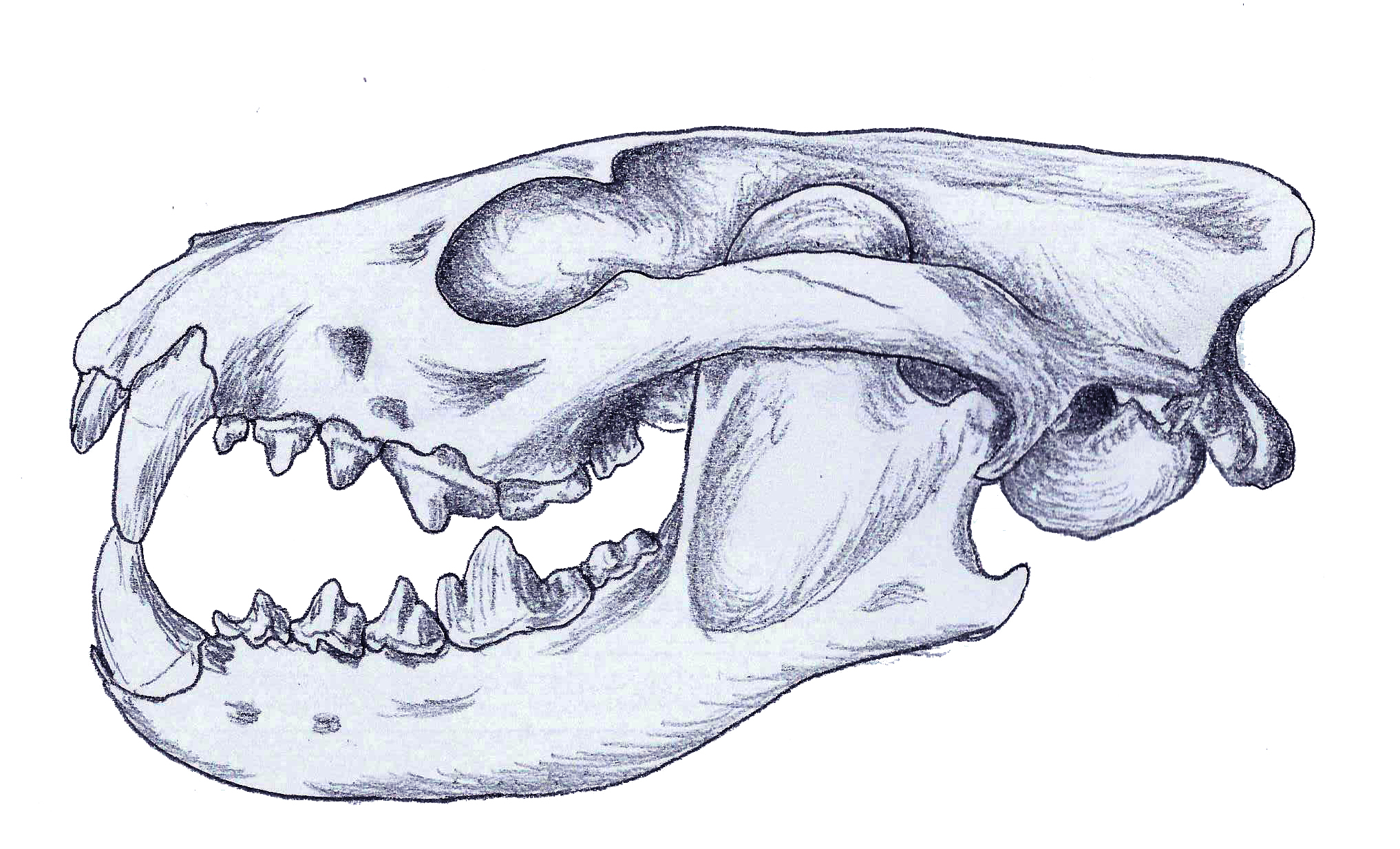
بخشی از اسکلت سونکاهتانکا

سونکاهتانکا (نام علمی: Sunkahetanka geringensis) نام یک گونه از تیره سگ‌سانان است.